# Mamod
 (août 2023).
Si vous disposez d'ouvrages ou d'articles de référence ou si vous connaissez des sites web de qualité traitant du thème abordé ici, merci de compléter l'article en donnant les références utiles à sa vérifiabilité et en les liant à la section « Notes et références ».
Mamod est un fabricant de jouets britannique spécialisé dans la production de modèles à vapeur vive. L'entreprise a été fondée en 1937 à Birmingham par Geoffrey Malins.

## Histoire

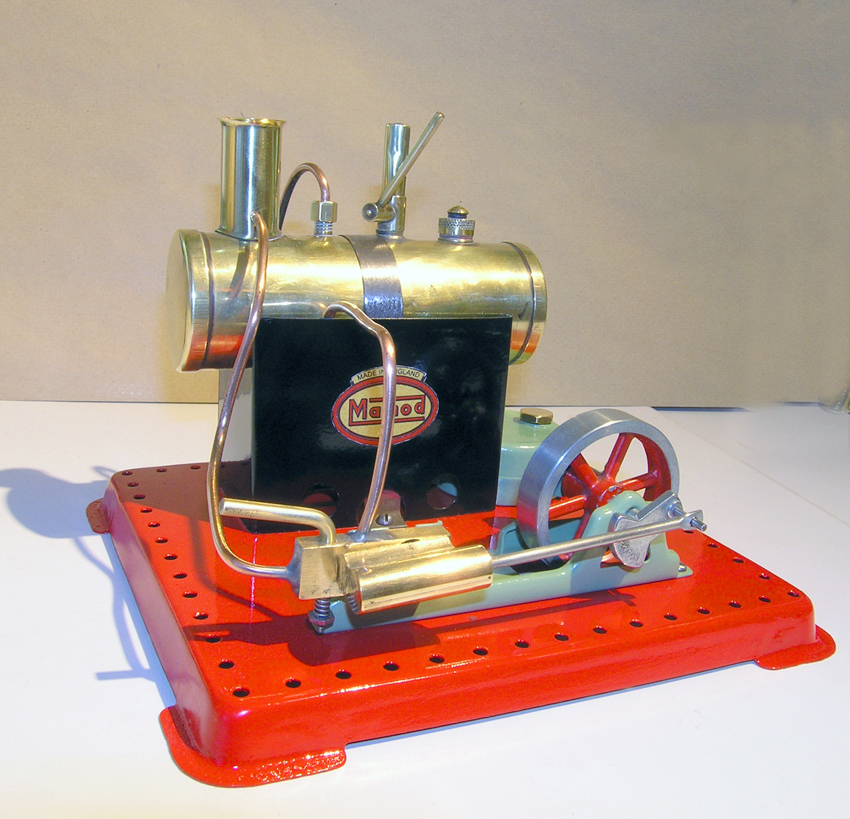
Machine à vapeur Mamod SE2 de 1954.

Le nom est un mot inventé composé des premières lettres de Malins Models. Malins a commencé à fabriquer des modèles réduits de machines à vapeur fixes, vendus sous la marque Hobbies, mais il a rapidement commencé à les vendre sous la marque Mamod. 
Les premiers modèles produits étaient des modèles réduits de machines à vapeur stationnaires. Plus tard, l'entreprise a également commencé à produire des modèles de rouleau compresseurs, de tracteurs agricole à vapeur, de locomobiles, d'automobiles à vapeur et d'autres véhicules routiers à vapeur. Ces modèles étaient destinés au marché des jouets, ils étaient donc faciles à utiliser et fonctionnaient à une faible pression de chaudière pour des raisons de sécurité, ce n'étaient donc pas vraiment des modèles à l'échelle.

Animation du principe de fonctionnement d'une machine à vapeur à simple effet.

La plupart des modèles Mamod sont équipés de cylindres oscillants à simple effet, mais efficaces. 
Les premiers modèles étaient équipés de brûleurs à pétrole à mèche unique ou multiple ou de brûleurs à alcool. Mais au milieu des années 1970, l'entreprise est passée au combustible solide hexaminé, correspondant au combustible sec connu sous le nom de marque Esbit, qui était livré sous forme de pastilles et fournissait de la chaleur sous une forme relativement sûre.

## Train jouet

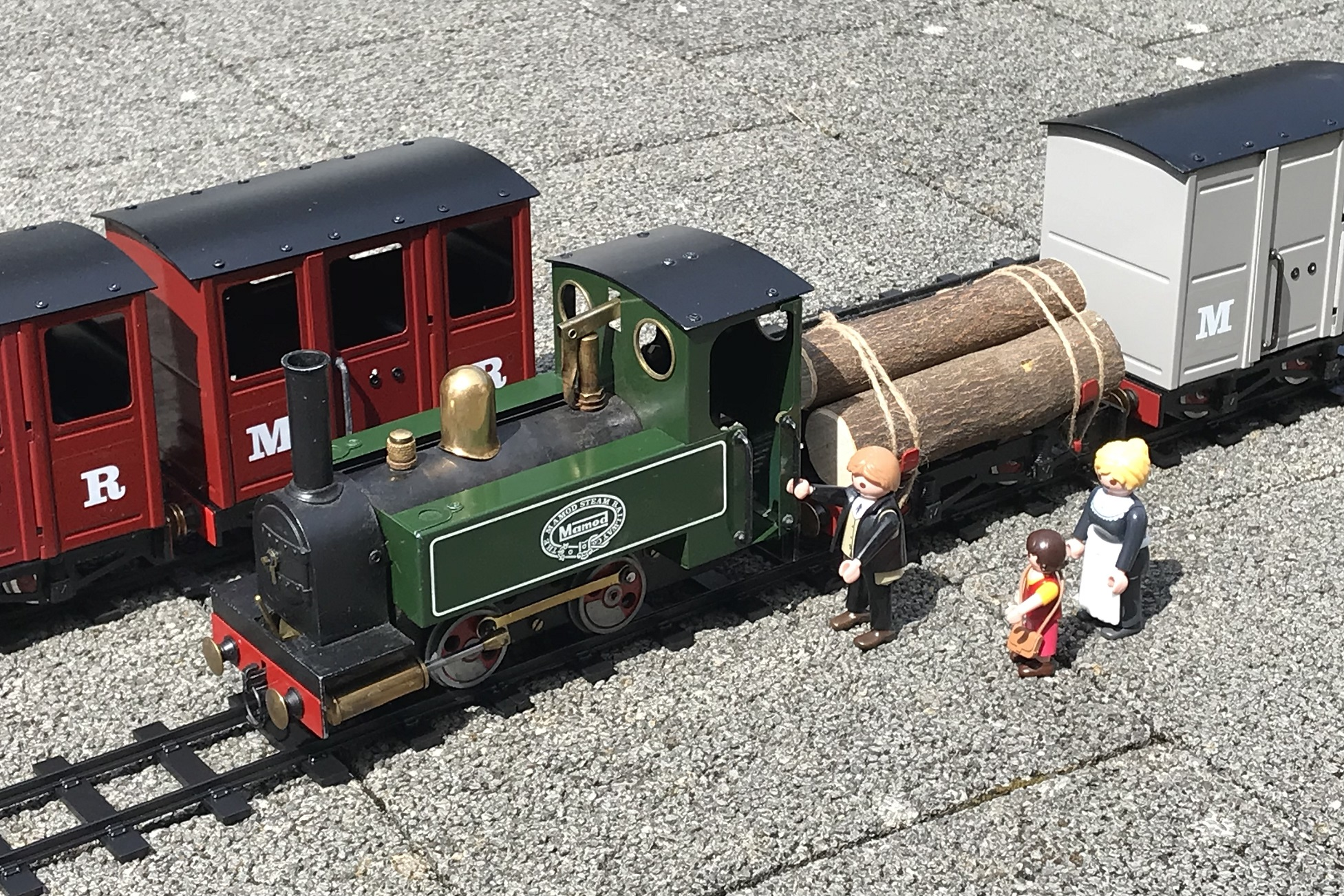
Train jouet à vapeur réelle Mamod.

Fin 1979, Mamod a lancé son premier train jouet, la locomotive à vapeur véritable SL-1, ainsi qu'un petit assortiment de wagons de marchandises et de voyageurs et les rails correspondants. Le train-jouet correspond à l'échelle britannique 16 mm scale on SM-32 gauge track, en en langue française, qui est comparable à l'échelle européenne IIe. Il s'agissait d'un chemin de fer à voie étroite sans modèle concret, mais dont l'écartement des rails est de 600 mm et 610 mm par rapport au vrai chemin de fer.